# Jurko Krajňak
Jurko Krajňak (ukrajinsky Юрко Крайняк; 1914 – duben 1999 Užhorod), chybně uváděný jako Josif Krajňák, byl rusínský fotbalový útočník.
Strávil 10 let v gulagu.

## Hráčská kariéra
V československé lize hrál za Rusj Užhorod v sezoně 1936/37, vstřelil šest ze 24 branek SK Rusj v I. lize. Společně s Josypem Kryžem se tak dělí o prvenství v počtu prvoligových branek za Užhorod, zbývající polovinu gólů obstarali Johann Bidmon (5), Volodymyr Kobzjar (2), Sándor Kármán (2), Jurij Choma (1), Michal Sukovský (1) a jeden gól byl vlastní.
Působil také v AC Spišská Nová Ves, s nímž v srpnu 1938 startoval v Československém poháru (po přijetí Mnichovské dohody zůstala pohárová soutěž nedohrána).
Byl předposledním žijícím členem užhorodského prvoligového mužstva (posledním byl Alexa Bokšay).

### Prvoligová bilance
| Ročník             | Zápasy | Góly | Minuty | Klub            |
| ------------------ | ------ | ---- | ------ | --------------- |
| I. liga 1936/37    | 16     | 6    | 1 440  | SK Rusj Užhorod |
| CELKEM I. ČS. LIGA | 16     | 6    | 1 440  |                 |